# دنهر (حديبو)

تعديل مصدري - تعديل

دنهر إحدى قرى مديرية حديبو التابعة لمحافظة سقطرى، بلغ تعداد سكانها 73 نسمة حسب تعداد اليمن لعام 2004.